# Victor Omagbemi
Victor Omagbemi (né le 22 mai 1967) est un athlète nigérian, spécialiste du sprint.

## Biographie
Il remporte le 100 et le 200 m lors des Championnats d'Afrique de 1992.
Il termine 4e du relais 4 × 100 m lors des Championnats du monde 1991 à Tokyo, avec George Ogbeide, Olapade Adeniken et Davidson Ezinwa, en 38 s 43.
C'est le mari de Mary Onyali-Omagbemi.

### Palmarès
| Date | Compétition            | Lieu             | Résultat | Épreuve   | Performance |
| ---- | ---------------------- | ---------------- | -------- | --------- | ----------- |
| 1991 | Championnats du monde  | Tokyo            | 4e       | 4 × 100 m | 38 s 43     |
| 1991 | Jeux africains         | Le Caire         | 1er      | 4 × 100 m | 39 s 36     |
| 1992 | Championnats d'Afrique | Belle Vue Maurel | 1er      | 100 m     | 10 s 34     |
| 1992 | Championnats d'Afrique | Belle Vue Maurel | 1er      | 200 m     | 21 s 20     |
| 1992 | Championnats d'Afrique | Belle Vue Maurel | 3e       | 4 × 100 m | 39 s 73     |
| 1993 | Championnats d'Afrique | Durban           | 2e       | 4 x 100 m | 39 s 97     |